# Macarie Egipteanul

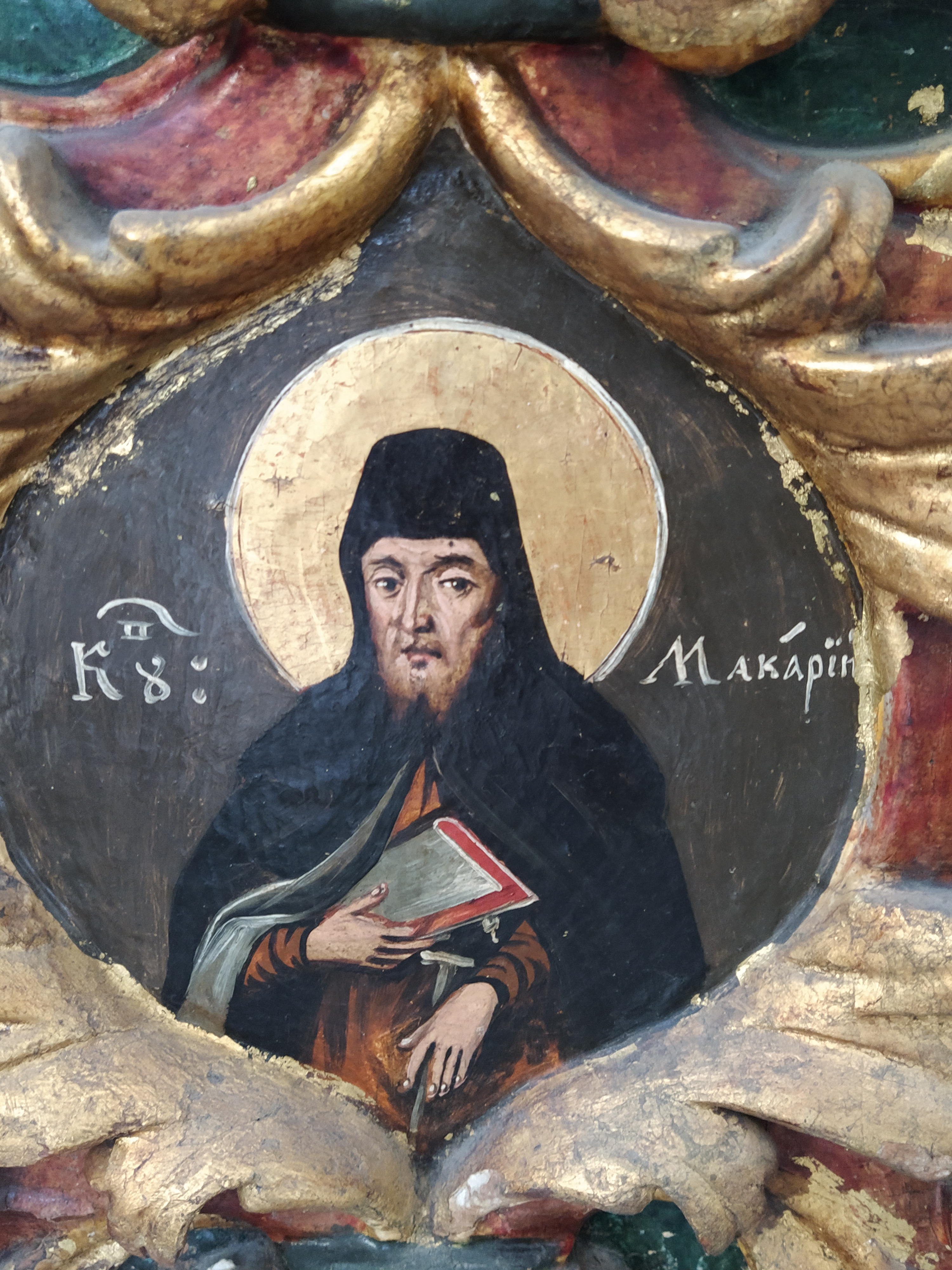
Sfântul Macarie, iconostasul Catedralei din Blaj, secolul al XVIII-lea

Macarie Egipteanul (n. 300 d.Hr., Egiptul de Jos, Egipt – d. 391 d.Hr., Wadi El Natrun (Scetis)⁠(d), guvernoratul Beheira, Egipt) a fost un călugăr și pustnic creștin ortodox, cunoscut, de asemenea, ca Macarie cel Bătrân sau Macarie cel Mare. Este venerat ca sfânt în Biserica Ortodoxă și în Biserica Catolică.

## Biografie
Macarie s-a născut în jurul anului 300 d.Hr. în Egiptul de Jos (partea de nord a Egiptului), în familia unui preot creștin. O tradiție creștină târzie plasează locul nașterii sale în satul Shabsheer (Shanshour) din guvernoratul Al Minufiyah (Egipt). La un moment dat, înainte de alegerea căii ascetice, Macarie și-a câștigat existența făcând contrabandă cu salpetru în vecinătatea Nitriei, activitate care l-a învățat cum să supraviețuiască și să călătorească prin pustietățile din acea zonă.
Tradiția creștină susține că Macarie a fost cunoscut încă din tinerețe pentru înțelepciunea sa. Prietenii și rudele sale îl numeau Paidarion Geron (în greacă: Παιδάριον Γέρων, care atunci când a fost compus ca Paidiogeron a creat cuvântul copt Pidar Yougiron), ceea ce însemna „tânărul bătrân”, adică „tânărul care avea înțelepciunea bătrânilor”.
La dorința părinților săi, Macarie s-a căsătorit, dar curând a rămas văduv. Părinții lui au murit și ei după scurt timp. Macarie și-a împărțit întreaga avere persoanelor sărace și nevoiașe și a părăsit satul natal pentru a deveni monah. A găsit un bătrân cu experiență, care locuia în deșert nu departe de sat. Bătrânul l-a acceptat pe tânăr ca ucenic, l-a îndrumat în deprinderea stării de veghe, a postului și a rugăciunii și l-a învățat meșteșugul confecționării coșurilor.
A trăit o vreme într-o colibă, urmând o asceză severă. Nu a avut însă parte de liniște, deoarece locuitorii din apropiere veneau să-l viziteze pentru a-i cere sfaturi. După o vreme, o fecioară din satul vecin l-a acuzat pe nedrept că a necinstit-o, iar Macarie nu a încercat să se apere și a acceptat acuzația în tăcere. Localnicii l-au insultat și l-au bătut. Cu toate acestea, când s-a apropiat momentul nașterii, travaliul femeii a devenit extrem de dificil. Femeia nu a putut să nască până când nu a mărturisit nevinovăția lui Macarie. Localnicii au fost impresionați atunci de smerenia lui Macarie, care a acceptat să fie bătut fără a răspunde acuzației mincinoase, și au început să-l considere un om sfânt. Fiindu-i tulburată liniștea, el a decis să plece în valea Scetis din apropierea Nitriei.
Macarie a trăit șapte ani ca sihastru, mâncând doar legume și ierburi crude. În următorii trei ani a consumat patru sau cinci uncii de pâine pe zi și doar un vas de ulei pe an. În timp ce se afla în deșert, el l-a vizitat pe Antonie cel Mare, care l-a învățat regulile monahismului. Când s-a întors în pustiul Sket la vârsta de patruzeci de ani, a fost hirotonit preot. Faima sfințeniei sale a atras mai mulți ucenici. Noua comunitate, care s-a organizat în deșert, era de tip semieremitic. Călugării nu erau legați între ei prin reguli fixe; chiliile lor erau apropiate și ei se întâlneau doar sâmbăta sau duminica la Sfânta Liturghie. Macarie a condus această comunitate monahală pentru tot restul vieții sale. A dobândit, potrivit mărturiilor, daruri spirituale înalte: vindecarea bolnavilor, alungarea demonilor și înainte-vederea. Tradiția îi atribuie unele scrieri ascetice și mistice foarte importante, printre care cunoscutele „Omilii duhovnicești”.
Pentru o scurtă perioadă de timp, Macarie a fost alungat de împăratul Valens (364-378) pe o insulă de pe fluviul Nil, împreună cu monahul Macarie Alexandrinul, în timpul unei dispute cu privire la doctrina Crezului Niceean. Ambii bărbați au fost victime ale persecuției religioase declanșate de adepții episcopului Lucius al Alexandriei (363, 373-380). În perioada cât au fost exilați pe insulă, fiica unui preot păgân s-a îmbolnăvit, iar localnicii credeau că ea era posedată de un duh rău. Ambii monahi s-au rugat pentru fiică, care s-a vindecat în cele din urmă. Locuitorii păgâni ai insulei au fost atât de impresionați și recunoscători încât au încetat să se mai închine zeilor păgâni și au construit o biserică. Când au auzit aceasta, împăratul Valens și episcopul Lucius al Alexandriei au permis îndată celor doi monahi să se întoarcă acasă. La întoarcerea lor pe 13 Paremhat, cei doi monahi exilați au fost întâmpinați de o mulțime de călugări din Deșertul Nitria, printre care se aflau și cuvioșii Paisie cel Mare și Ioan cel Pitic.

## Moartea și moaștele

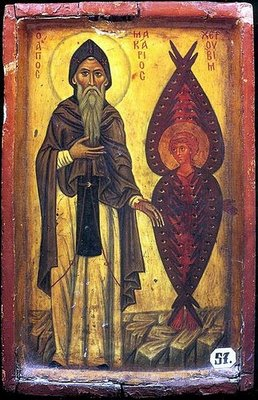
Sfântul Macarie cel Mare stând lângă un heruvim.

Macarie a murit în 391, la vârsta de 90 de ani, înconjurat de ucenici. După moartea sa, locuitorii satului său natal, Shabsheer, i-au furat trupul și au construit o biserică mare în satul lor. Papa Mihail al V-lea al Alexandriei (1145-1146) a adus moaștele Sfântului Macarie înapoi în Deșertul Nitria pe 19 Mesori. Astăzi, trupul Sfântului Macarie se află într-o mănăstire dedicată lui, Mănăstirea Sfântului Macarie cel Mare din pustiul Sket (Egipt).

## Moștenire spirituală
Macarie este considerat sfânt de Bisericile Ortodoxe Răsăritene, Bisericile Vechi Orientale și Biserica Romano-Catolică. Bisericile Metodiste îl consideră un om desăvârșit pentru că a scris despre perfecțiunea creștină.

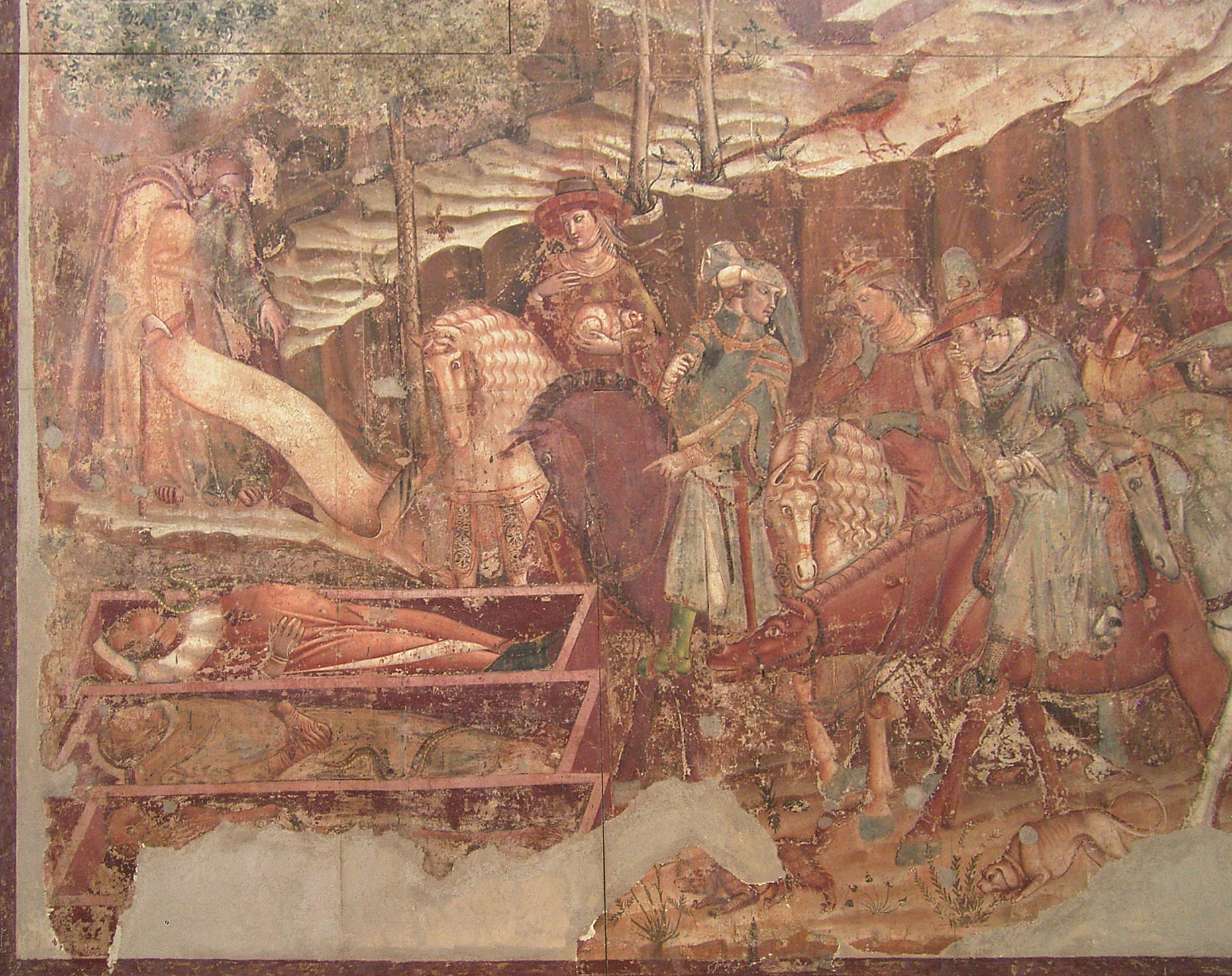
Sfântul Macarie cel Mare, reprezentat în fresca Trionfo Della Morte din complexul Camposanto Monumentale din Pisa.

El a fondat o mănăstire care îi poartă numele, Mănăstirea Sfântul Macarie cel Mare, care a fost locuită continuu de călugări încă de la înființarea sa în secolul al IV-lea. Chipul Sfântului Macarie obișnuia să fie luminat cu har într-un mod uimitor potrivit celor mărturisite de mulți părinți ai pustiei; fața lui strălucea în întuneric și, din acest motiv, i s-a mai spus „felinarul strălucitor”. Această descriere a fost transferată mănăstirii sale, care a fost numită „felinarul strălucitor al pustiei” sau „mănăstirea strălucitoare”, ceea ce însemna că este un loc al înțelepciunii înalte și al rugăciunii constante. Astăzi ea aparține Bisericii Ortodoxe Copte.
Sfântul Macarie cel Mare, unul dintre pustnicii din deșertul egiptean și discipol al Sfântului Antonie cel Mare, este reprezentat în marginea dreaptă a frescei Triumful morții din complexul Camposanto Monumentale din Pisa. Un grup de aristocrați relaxați și animalele lor ocupă partea centrală a frescei. Acești tineri bogați au plecat călare, înconjurați de câinii lor de vânătoare, într-o călătorie de plăcere. Drumul lor prin pădure este blocat dintr-o dată de trei sarcofage deschise cu corpuri aflate în diferite grade de descompunere. Toți cei prezenți în această scenă - bărbații, femeile și chiar și animalele - sunt îngroziți de această prezență teribilă și palpabilă a morții. Duhoarea insuportabilă îi face să-și acopere nasurile. Scena aceasta înfiorătoare îi dezgustă. Numai Sfântul Macarie cel Mare, înțelept și ferm în credința sa, stă deasupra tuturor. Sfântul mistic îi învață pe tineri o lecție despre viață și moarte, citindu-le din Evanghelie. Sculptorul florentin Benvenuto Cellini a fost inspirat de această descriere a Sfântului Macarie în portretul pe care i l-a pictat.